# 이미자 빅쇼
《가정의달 특별기획 이미자 빅쇼》는 2017년 5월 15일 KBS 1TV에서 방송하였던 가정의달 특별기획 음악 프로그램이다.

## 출연자
- 가수 이미자
- 가수 오마이걸
- 가수 박혜신
- 가수 신유
- 바리톤 고성현
- 성우 고은정

## 시청률
| 방송일   | TNmS 시청률    | TNmS 시청률  | AGB 시청률     | AGB 시청률   |
| 방송일   | 대한민국(전국) | 서울(수도권) | 대한민국(전국) | 서울(수도권) |
| -------- | -------------- | ------------ | -------------- | ------------ |
| 5월 15일 | 13.3%          | 10.6%        | 14.1%          | 12.6%        |

## 같이 보기
- 가요무대